# Хлеб с помидором по-каталонски

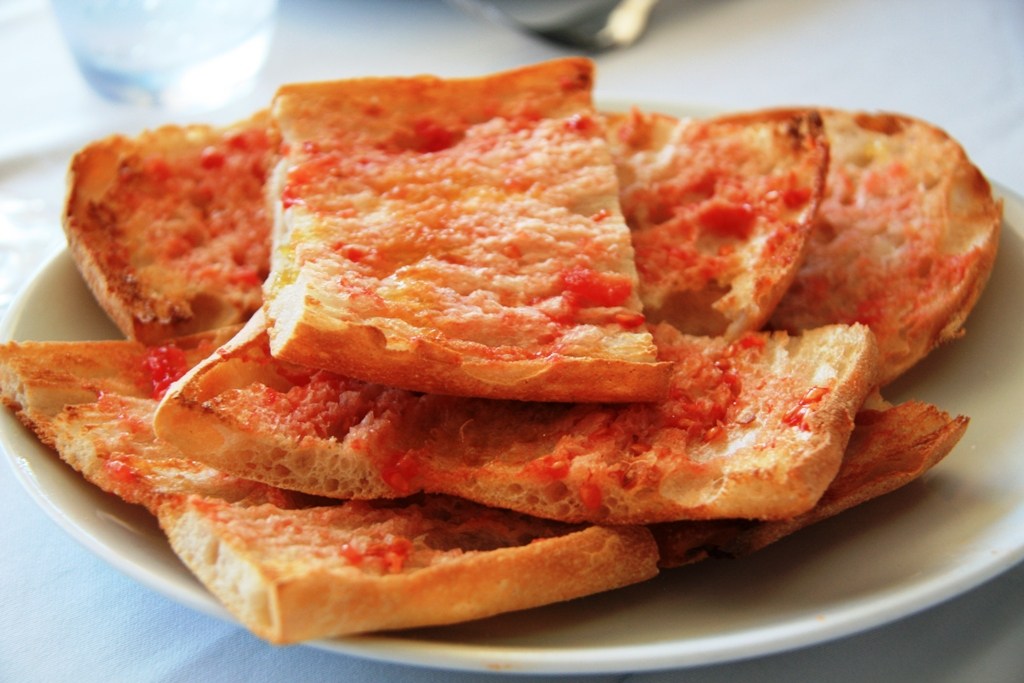
Пантумака

Хлеб с помидором по-каталонски (пантумака; кат. pa amb tomàquet) — традиционное блюдо каталонской кухни.
Хлеб с помидором по-каталонски представляет собой слегка поджаренный ломтик белого хлеба (часто тост), иногда предварительно натёртый чесноком, который затем натирают половиной помидора. После помидора добавляются оливковое масло и соль. Во многих каталонских ресторанах томатная смесь (с солью и оливковым маслом) готовится заранее.
Блюдо подается как гарнир к колбасам, ветчине, сырам, анчоусам, рыбе или жареным овощам вместо обычного хлеба.
Относительно происхождения блюда единого мнения нет, однако понятно, что оно создано сравнительно давно, поскольку помидоры появились в Европе в XVI веке. Возможно, хлеб с помидором по-каталонски появился во время гражданской войны в Испании.

## Галерея

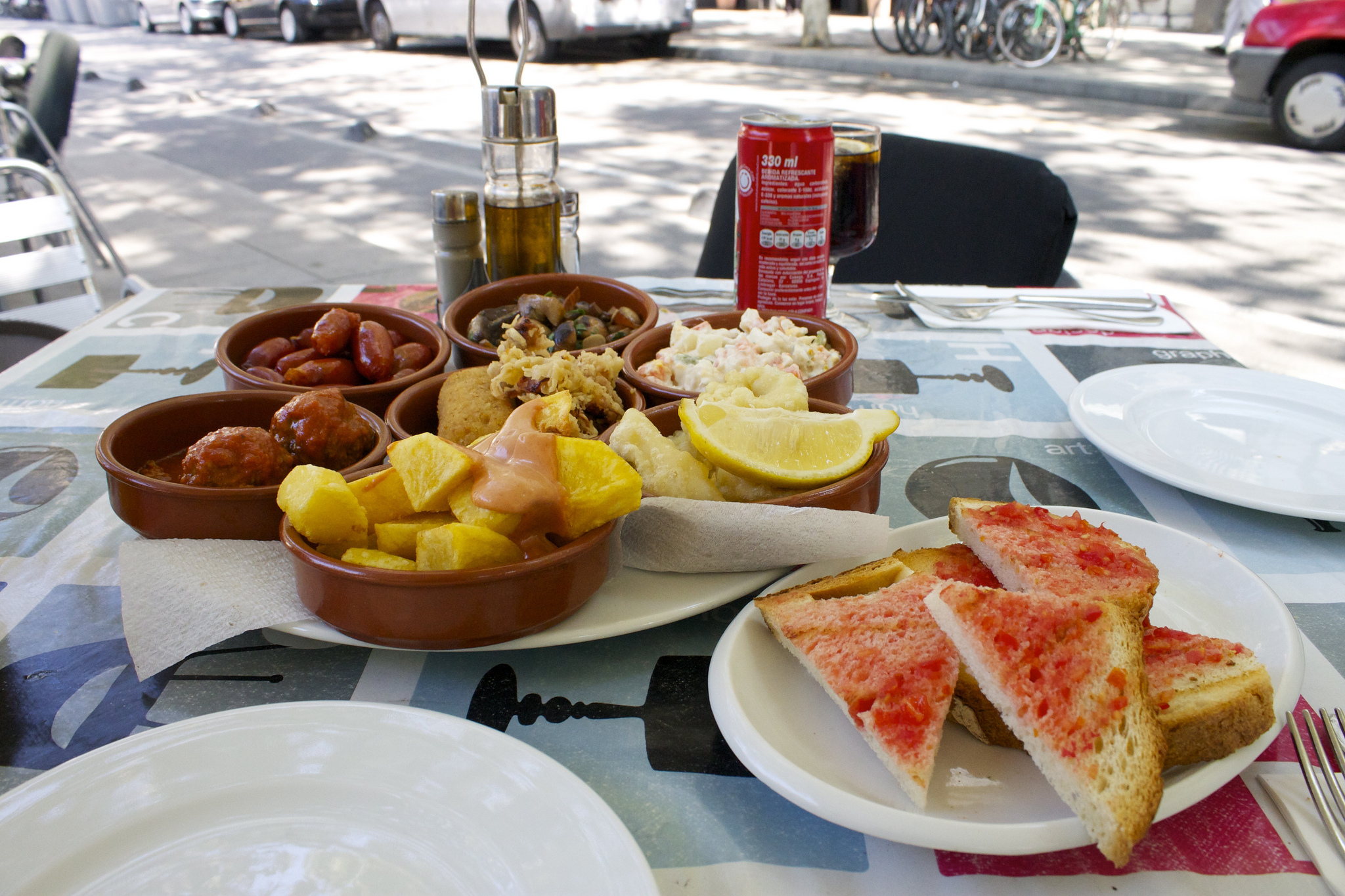
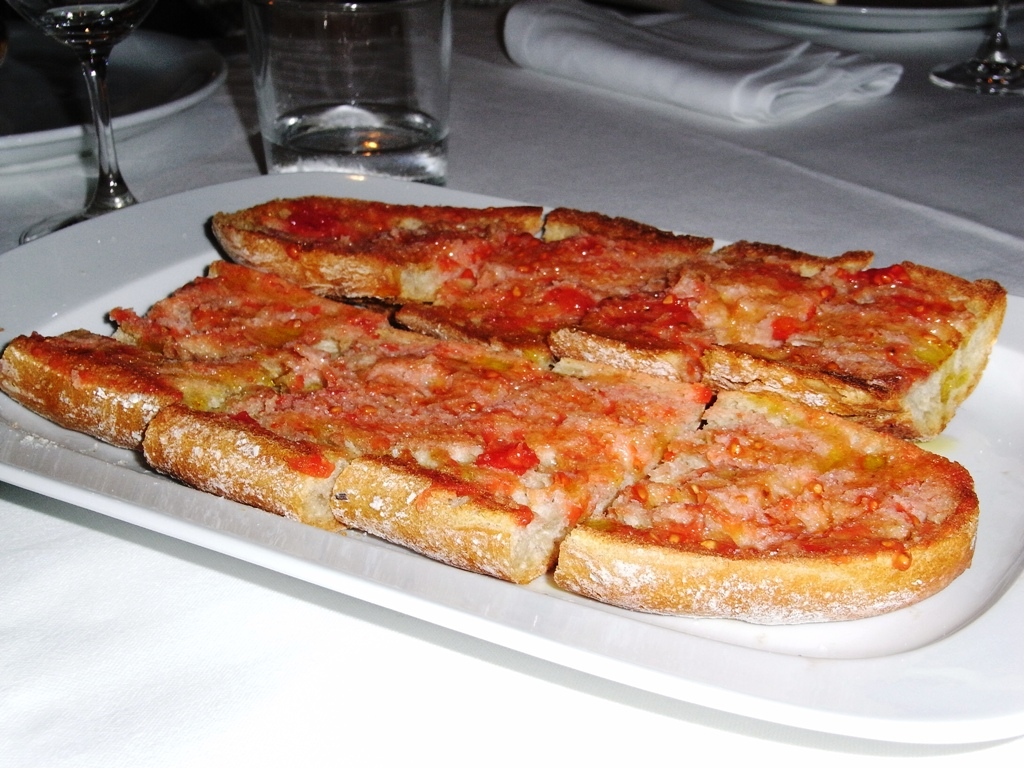
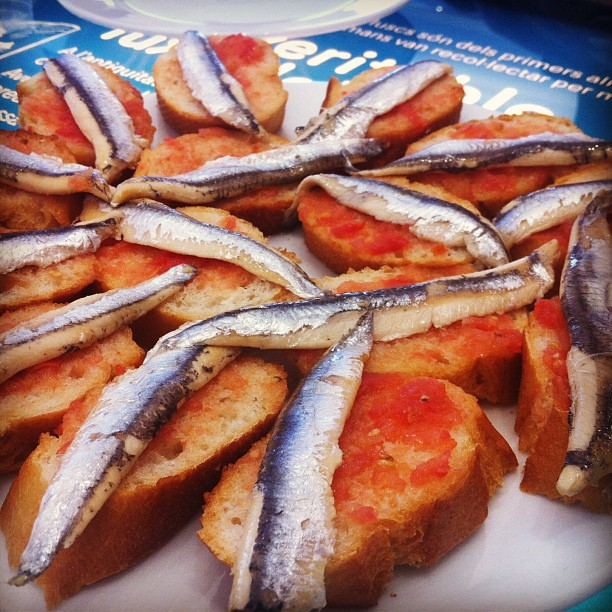
С тунцом
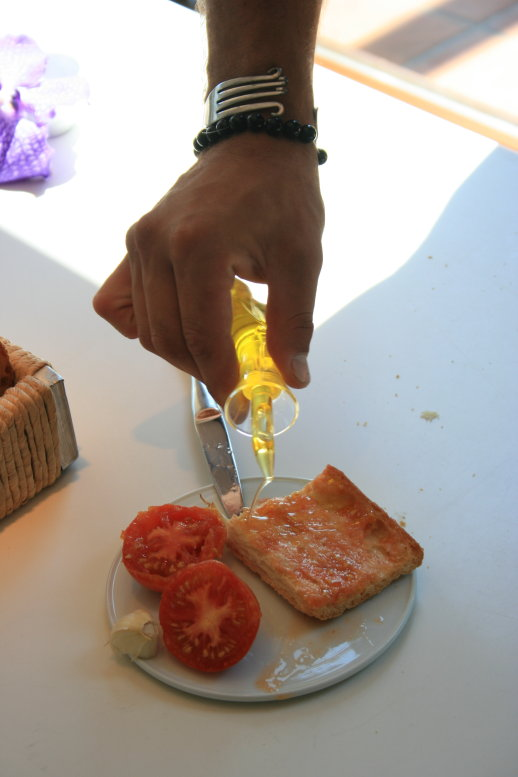
Полито оливковым маслом
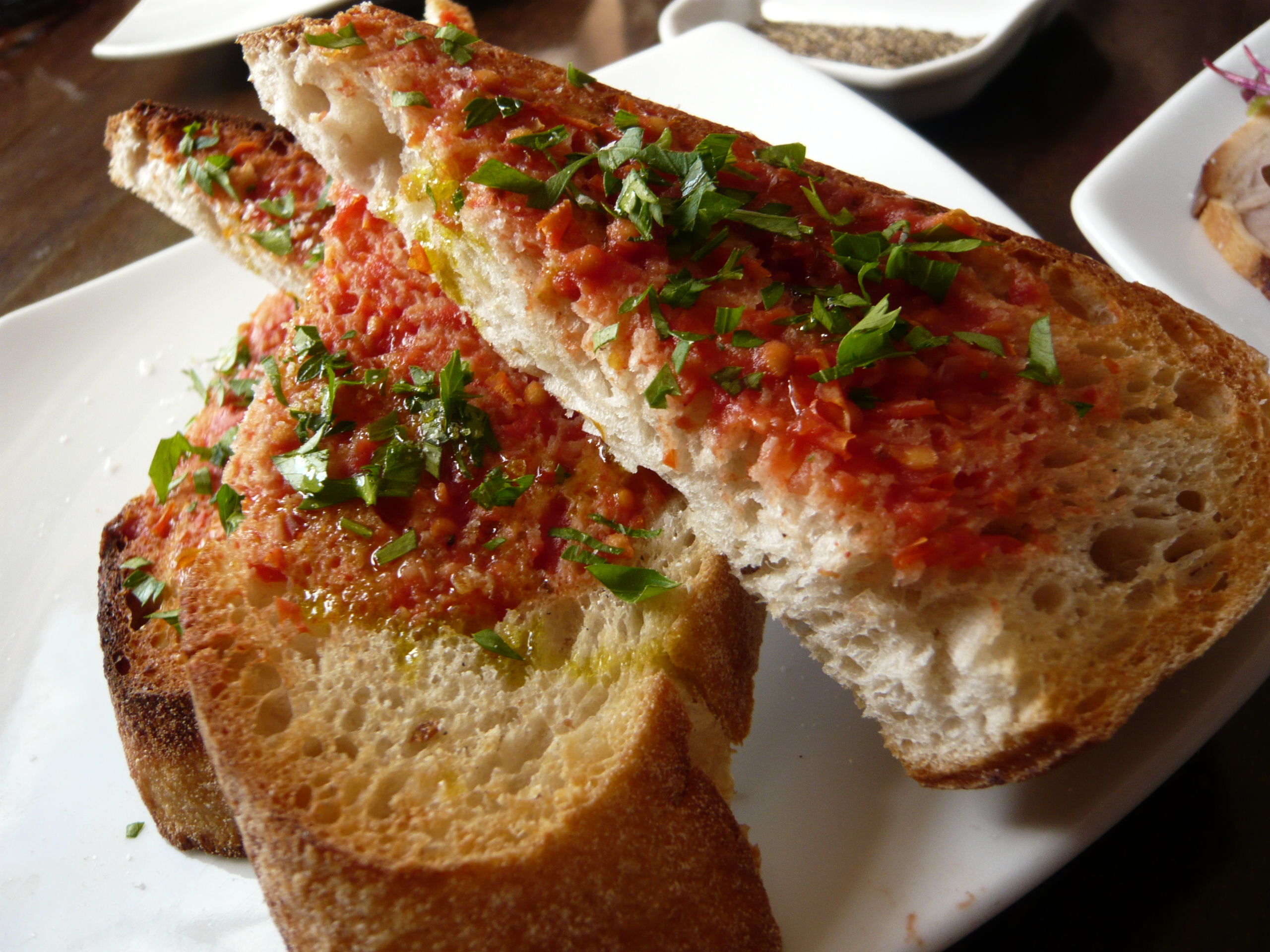
С зелёнью
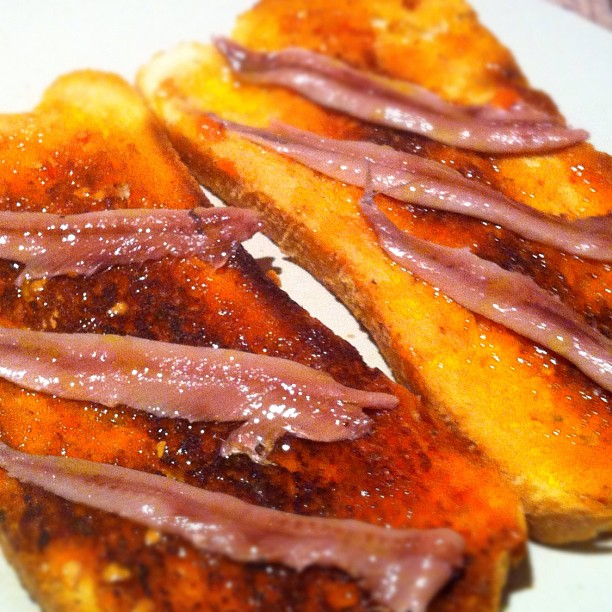
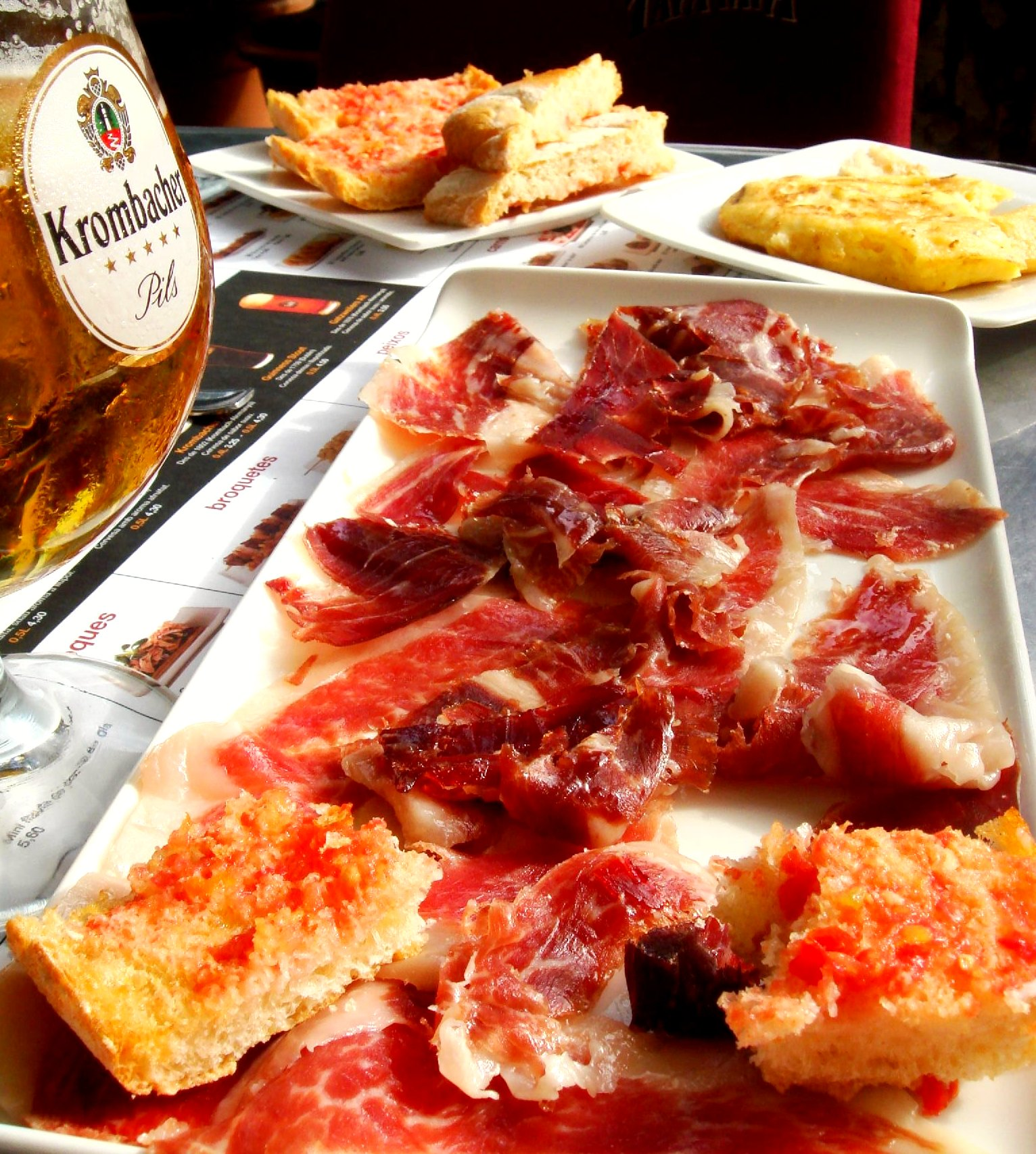
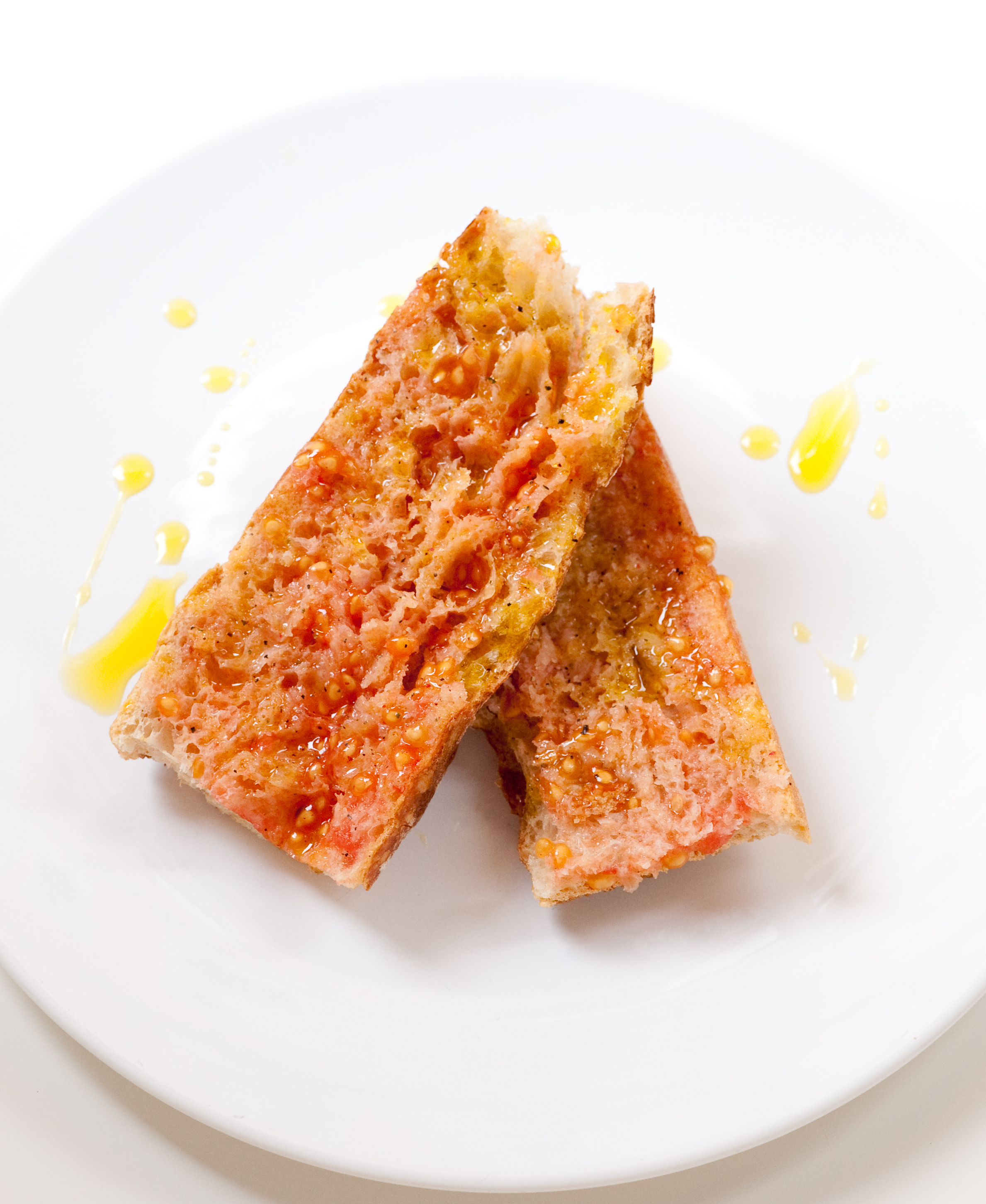
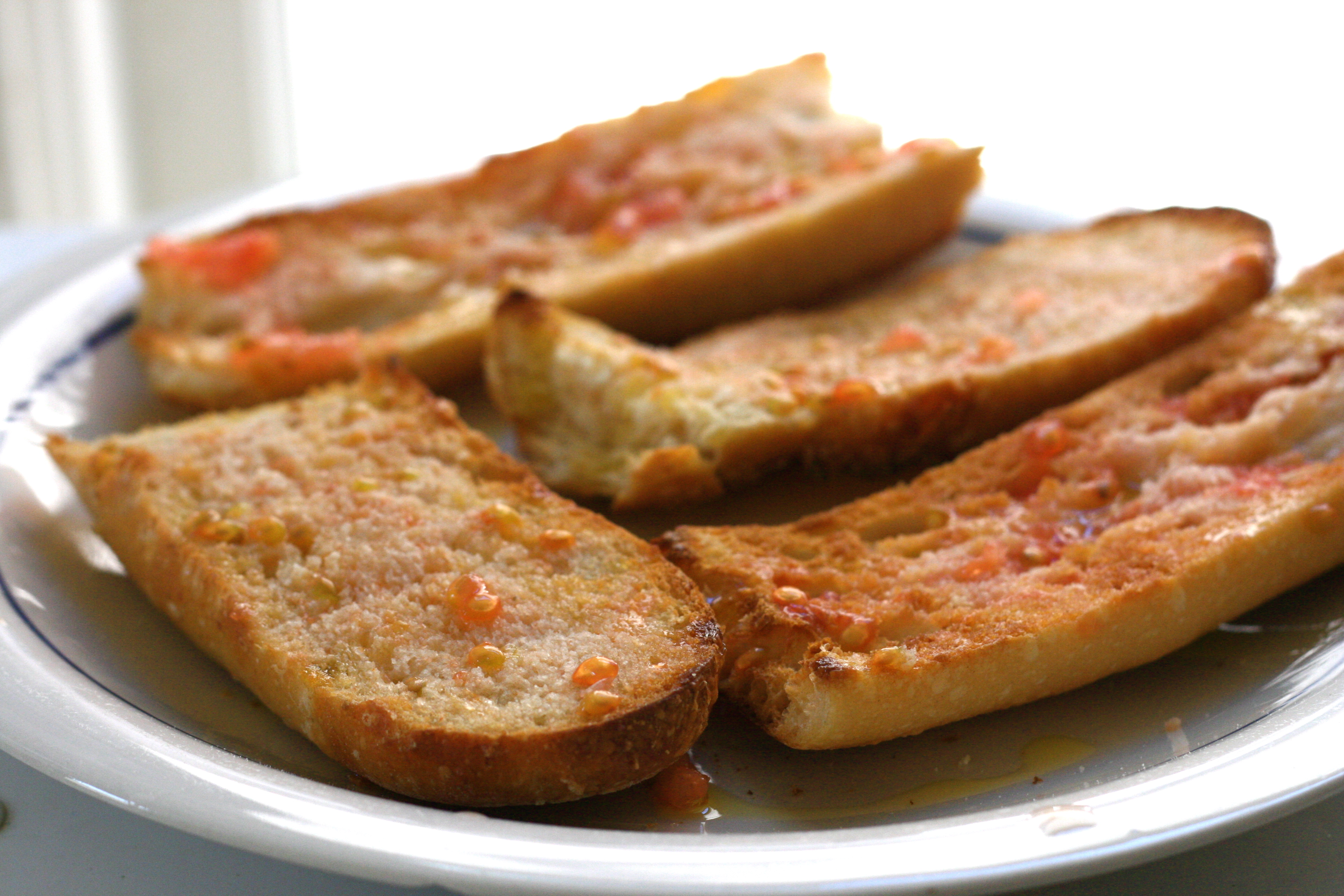